# گوگل کیپ
گوگل کیپ (به انگلیسی: Google Keep) یک سرویس یادداشت‌بردار که در ۲۰ مارس ۲۰۱۳ توسط گوگل راه اندازی و معرفی شد. گوگل کیپ هم‌اکنون به عنوان نرم‌افزار برای اندروید و کروم اواس در فروشگاه گوگل پلی و به عنوان نرم‌افزار تحت وب در گوگل درایو قابل دسترس است.